# 民主防衛国民会議
民主防衛国民会議（フランス語: Conseil National Pour la Défense de la Démocratie、略称:CNDD）は、ブルンジの政党。前身は、フツ系の反政府組織・民主防衛軍 (FDD) の政治部門であった。党首は、レオナール・ニャンゴマ (Léonard Nyangoma)。内戦中の1998年に軍事部門と政治部門は分裂し、軍事部門内で司令官のジャン＝ボスコ・ンダイケングルキエ (Jean-Bosco Ndayikengurukiye) が北部などの非ブルリ出身者の多いピエール・ンクルンジザ派に倒され、ンクルンジザ派が主流派となり、CNDD-FDDと名乗るようになった。2005年に行われた総選挙で得票率4.9パーセントで下院国民議会（118議席）に4議席を得た。上院元老院（49議席）には3議席を有する。

## 脚註
1. ↑  UK Home Office Immigration and Nationality Directorate Country Assessment - Burundi, 1 April 2002, [accessed 9 February 2010]
2. ↑  UK Home Office Immigration and Nationality Directorate Country Assessment - Burundi, 1 April 2002, [accessed 9 February 2010]
3. ↑   Paul Collier, Nicholas Sambanis, Understanding civil war: evidence and analysis, Vol. 1, p,49, World Bank, 2005年、ISBN 9780821360477.